# 有限域算术
有限體運算是抽象代數中的一個概念，尤指在有限體之中進行的運算。其中有限體是一種體，所以包含的元素數量是有限的。作為比較，無限體運算則指在有無限多元素的體(如有理數)中的運算。
不同的有限體有無限多種，它們的勢(英語：Cardinality)皆以 {\displaystyle p^{n}} 的形式表示，其中 {\displaystyle \ p} 是一個質數； {\displaystyle n} 為自然數。兩個元素數量相同的有限體稱做同構的。{\displaystyle p} 同時代表此有限體的特徵數，而{\displaystyle \ n} 則是此有限體的維度。
有限體有許多不同的應用，包含編碼理論與線性區塊碼(例如BCH碼和里德-所羅門碼)以及在密碼學中的演算法(例如進階加密標準)等不同领域的应用。

## 有效多項式表示

### 伽羅瓦體
有{\displaystyle \ p^{n}}個元素的有限體可以表示成{\displaystyle \ \mathrm {GF} (p^{n})}，其中 GF 為伽羅瓦體(英語：Galois field)的縮寫。伽羅瓦體即為有限體的別稱，以紀念現代群論的重要奠基者——埃瓦里斯特·伽羅瓦。
一個簡單的例子是{\displaystyle \ \mathrm {GF} (p)}(也能可表示成{\displaystyle \ \mathbf {Z} /p\mathbf {Z} } 或 {\displaystyle \mathbb {F} _{p}})，其中{\displaystyle \ p\ }是一個質數。{\displaystyle \ \mathrm {GF} (p)}是將正整數作以{\displaystyle \ p\ }為模的模運算後所得的結構。換言之，我們可以對整數進行加法、減法、乘法的運算，接著再以模運算將結果簡化。因此{\displaystyle \ \mathrm {GF} (p)}其實也是一種環。

### 以GF(5){\displaystyle \ \mathrm {GF} (5)}為例
在{\displaystyle \ \mathrm {GF} (5)}中，{\displaystyle 4+3=2} 而不會等於{\displaystyle \ 7}，這是因為{\displaystyle \ 7_{(}mod\ 5)=2}。而除法能理解為對其乘法反元素作乘法，並可以使用擴充版的輾轉相除法來計算。

### 以GF(2){\displaystyle \ \mathrm {GF} (2)}為例
{\displaystyle \ \mathrm {GF} (2)}的加法为XOR，而乘法是AND。由于唯一具有倒数的元素是数字1，除法则是恆等函數。
GF(pn)的元素可表示为，在GF(p)之上严格小于n次数的多项式。运算则实行在先模除R，而R是一则在GF(p)之上，拥有n次数的不可约多项式，例如运用多项式长除法。两则多项式P和Q则按常规运算；乘法则按如下进行：先按常规计算W = P⋅Q，然后计算模除R之后的余项(存在有更方便方法)。
当素数是2时，一般按常规可以把GF(pn)的元素表示为二进制数，按对应元素的二进制表示，多项式的每一项表示为一比特的，相对应元素的二进制数位，并且括号( "{"和"}" )或类似的分隔符也普遍附加于这些二进制数，或对应它们的十六进制的同等数，以表明数值确确是域内的一则元素。例如，下列数都在具有2的特征下持有相同的数值。
多项式:   x6 + x4 + x + 1
二进制:      {01010011}
十六进制: {53}

## 加法和减法
加法和减法可实施在加与减这两则多项式，再而使用模除其特征值以简化。
在一则特征值为2的有限域之中，加法模2，减法模2，如同使用XOR，因此：
多项式：(x6 + x4 + x + 1) + (x7 + x6 + x3 + x) = x7 + x4 + x3 + 1
二进制：	{01010011} + {11001010} = {10011001}
十六进制：{53} + {CA} = {99}
在常规的无限域的多项式的加法下，计算之和需要包含单项 2x6，但在有限域的加法下，0x6则被去掉，因为其计算结果被模2所消除。
下列是一则包含有对于一些多项式的，常规代数计算和与特征值为2的有限域的计算和，一同列出的图表。
| p1         | p2      | p1 + p2 (normal algebra) | p1 + p2 in GF(2n) |
| ---------- | ------- | ------------------------ | ----------------- |
| x3 + x + 1 | x3 + x2 | 2x3 + x2 + x + 1         | x2 + x + 1        |
| x4 + x2    | x6 + x2 | x6 + x4 + 2x2            | x6 + x4           |
| x + 1      | x2 + 1  | x2 + x + 2               | x2 + x            |
| x3 + x     | x2 + 1  | x3 + x2 + x + 1          | x3 + x2 + x + 1   |
| x2 + x     | x2 + x  | 2x2 + 2x                 | 0                 |

在计算机科学的诸多应用程序之中，特征值为2的有限域运算被简单化，称之为GF(2n) 伽罗瓦域，使的这些领域在应用程序中，体现出一种特别大众化的选择。

## 乘法
乘法是在有限域之内，把乘积模除于，一则用来表示有限域的，简约过的不可约多项式。 (换句话说， 乘法再跟上使用，简约了的多项式充当除数的除法，然后余数则是它们的乘积。) 符号 "•" 可以用作于在有限域之内的乘法。

### Rijndael有限域
Rijndael（Rijndael的發音近於"Rhine doll")使用包含256个元素的持有特征值是2的有限域， 同时可被称之为伽罗瓦域GF(28)。在乘法上它依赖下列简约多项式：
x8 + x4 + x3 + x + 1
例如：{53} • {CA} = {01}，因为在Rijndael域中：
   (x6 + x4 + x + 1)(x7 + x6 + x3 + x)
= (x13 + x12 + x9 + x7) + (x11 + x10 + x7 + x5) + (x8 + x7 + x4 + x2) + (x7 + x6 + x3 + x)
= x13 + x12 + x9 + x11 + x10 + x5 + x8 + x4 + x2 + x6 + x3 + x
= x13 + x12 + x11 + x10 + x9 + x8 + x6 + x5 + x4 + x3 + x2 + x
与
x13 + x12 + x11 + x10 + x9 + x8 + x6 + x5 + x4 + x3 + x2 + x 模除 x8 + x4 + x3 + x1 + 1 = (11111101111110 模 100011011) = {3F7E mod 11B} = {01} = 1 (十进制)，同时可被长除法所表示，(使用二进制注释。注意 XOR在例题中的应用，而不是常规运算中的减法。)：
```
         
               

          11111101111110 (mod) 100011011
         
^100011011     

           1110000011110
          
^100011011    

            110110101110
           
^100011011   

             10101110110
            
^100011011  

              0100011010
             
^00000000  

               100011010
              
^100011011 

                00000001
```

（十六进制数字{53}和{CA}相互是乘法逆元，由于它们的乘积是1。)
1. ↑  C., Bruno, Leonard. . Baker, Lawrence W. Detroit, Mich.: U X L. c. 2003: 171 [1999]. ISBN 978-0787638139. OCLC 41497065.